# O'Fallon (Illinois)
O'Fallon è un comune degli Stati Uniti d'America, situato in Illinois, nella contea di St. Clair.